# Libournais (région naturelle)
Pour les articles homonymes, voir Libournais.

Le Libournais est une région naturelle de France située en Nouvelle-Aquitaine, au nord-est du département de la Gironde. Cette région  fait partie de la Guyenne girondine ; elle est réputée pour la qualité de son vignoble.

## Situation
Le Libournais est bordé par les pays suivants :
- Au sud par l'Entre-deux-mers.
- À l'ouest par le Blayais.
- Au nord par la Haute Saintonge et la Double.
- À l'est par le Landais.

## Toponymie
Le pays tient son nom de la ville de Libourne.